# NGC 7650
NGC 7650 ist eine Balken-Spiralgalaxie vom Hubble-Typ SBc im Sternbild Tukan. Sie ist schätzungsweise 147 Millionen Lichtjahre von der Milchstraße entfernt.
Das Objekt wurde am 28. Oktober 1834 von John Herschel entdeckt.